# Amedeo von Belgien
Amedeo Marie Joseph Carl Pierre Philippe Paola Marcus d’Aviano  von Habsburg-Lothringen, Prinz von Belgien, Erzherzog von Österreich-Este (* 21. Februar 1986 in Woluwe-Saint-Lambert/Sint-Lambrechts-Woluwe) ist ein Enkel des ehemaligen Königs Albert II. sowie Erbe des Hauses Österreich-Este, eines Kadettenzweigs des Hauses Habsburg-Lothringen. Amedeo steht an sechster Stelle der belgischen Thronfolge.

## Leben
Amedeo wurde am 21. Februar 1986 im Universitätskrankenhaus Saint-Luc in Woluwe-Saint-Lambert, Belgien, als erstes Kind und ältester Sohn von Lorenz, Erzherzog von Österreich-Este und der Prinzessin Astrid von Belgien geboren. Damit gehört er väterlicherseits dem Haus Habsburg-Lothringen an, mütterlicherseits dem belgischen Königshaus. Zum Zeitpunkt seiner Geburt war sein Großonkel Baudouin belgischer König und Amedeo stand − nach seinem Großvater Albert, seinem Onkel Philippe (dem heutigen König) sowie seiner Mutter − an vierter Stelle der Thronfolge, nach Baudouins Tod von 1993 bis 2001 an dritter.
Er trägt denselben Vornamen wie sein Urgroßvater väterlicherseits, Amedeo, 3. Herzog von Aosta. Seine Taufpaten sind sein Onkel mütterlicherseits, König Philippe, und seine Großmutter, Paola von Belgien. Amedeo selbst ist der Patenonkel seiner Cousine, Kronprinzessin Elisabeth, die als Thronerbin an die Stelle seiner Mutter trat. Er hat einen jüngeren Bruder, Joachim (* 1991), und drei jüngere Schwestern: Maria Laura (* 1988), Luisa Maria (* 1995) und Laetitia Maria (* 2003). Amedeo besuchte die Grundschule und den größten Teil seiner Sekundarstufe an der Jesuitenschule Sint-Jan Berchmanscollege.
Seine Sekundarschulausbildung schloss er zwischen 2001 und 2004 an der Sevenoaks School in Kent ab. Anschließend verbrachte er ein Jahr an der Königlichen Militärakademie Belgiens. Im September 2005 begann er ein Studium an der London School of Economics, das er 2008 mit einem Bachelor-Abschluss in Management abschloss. Von Juli 2009 bis Juni 2012 arbeitete der Prinz für Deloitte in New York City zunächst als Business Analyst, dann als Unternehmensberater. Anschließend war er von August bis Dezember 2012 als Praktikant für Research-Analysten bei Accumulus Capital Management, LLC tätig.
In den Jahren 2013 und 2014 nahm Amedeo sein Studium wieder auf und erwarb einen MBA-Abschluss an der Columbia University. Anschließend kehrte er nach Belgien zurück, wo er von September 2014 bis September 2016 für McKinsey & Company in Brüssel aktiv war. Im Januar 2017 begann er bei der Privatbank E. Gutzwiller & Cie. Banquiers in Basel zu arbeiten, bei der sein Vater Partner und er nun auch geschäftsführender Teilhaber ist. Im Berufsleben führt er den Namen Amedeo von Habsburg-Lothringen.
Am 15. Februar 2014 gab der belgische Königshof die Verlobung von Prinz Amedeo mit der italienischen Journalistin Elisabetta „Lili“ Maria Rosboch von Wolkenstein bekannt. Die Hochzeit des Paares wurde am 5. Juli 2014 in der Basilika Santa Maria in Trastevere in Rom in Anwesenheit der königlichen Familie von Belgien (mit Ausnahme seiner Großtante Königin Fabiola) sowie von Mitgliedern der Kadettenzweige des Hauses Habsburg-Lothringen, darunter die Großmutter des Bräutigams, Margherita von Savoyen, Erzherzoginwitwe von Österreich-Este, und Mitglieder anderer Dynastien, darunter Margaretha von Luxemburg und ihr Ehemann Nikolaus von Liechtenstein, Beatrice von York und Jean-Christophe, Prinz Napoléon gefeiert. Amedeo und Elisabetta haben zwei Töchter namens Anna Astrid (* 17. Mai 2016) und Alix (* 2. September 2023) sowie einen Sohn namens Maximilian (* 6. September 2019).

## Titel und Prädikat
- 1986–1991: Seine kaiserliche und königliche Hoheit Erzherzog Amedeo von Österreich-Este
- seit 1991: Seine Königliche Hoheit Prinz Amedeo von Belgien